# 시의회

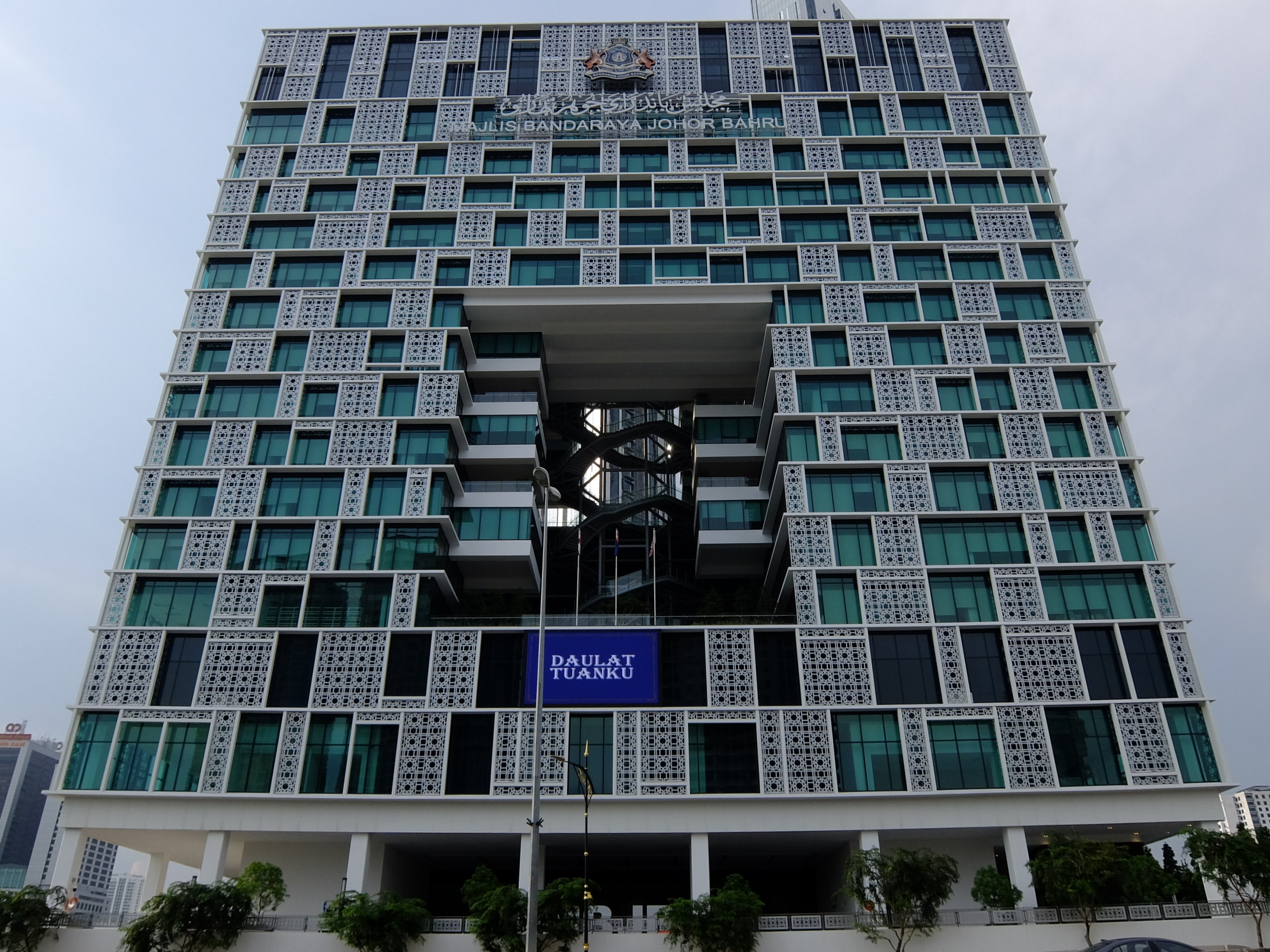

시의회(市議會)는 도시에 설치된 의결 기관이다. 의원은 시민들의 주민선거에 의해 선출된다.

## 대한민국
기초자치단체인 시에 설치된 시의회와 광역자치단체인 특광역시와 특별자치시에 설치된 시의회가 있다.

## 일본
일본에서는 시정촌의회라고 한다. 한때 시제 · 정촌제에 따라 각 시정촌에 시의회 · 정회 · 촌회가 설치되었다. 제2차 세계 대전 후 일본국 헌법의 시행에 따라 현재의 명칭으로 조직되었다. 또한 5개 대도시 (교토, 오사카, 나고야, 요코하마, 고베) 의회는 정령지정도시 시의회 의장 회의 합의에 따라 시의회를 시회라고 부르고 있다.